# Ankazobe (distrito)
Ankazobe é um distrito de Madagascar, pertencente à região de Analamanga. É composto por 15 comunas e, segundo o censo de 2011, tinha uma população de 143 592 habitantes. A sua capital é Ankazobe.

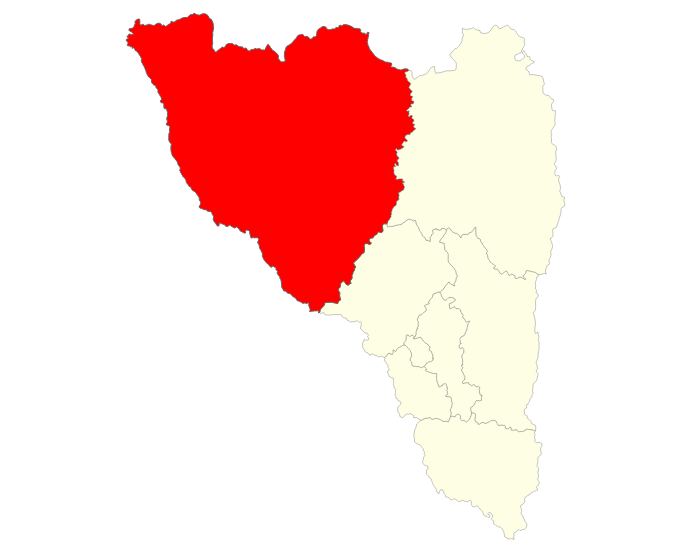
Distrito de Ankazobe

## Comunas
- Ambohitromby
- Ambolotarakely
- Andranomiely Sud
- Ankazobe
- Antakavana
- Antotohazo
- Fiadanana
- Fihaonana
- Kiangara
- Mahavelona
- Mangasoavina
- Marondry
- Miantso
- Talata-Angavo
- Tsaramasoandro